# Шьяппа, Марлен
Марле́н Шьяппа́, в итальянской транскрипции Марлен Скья́ппа (фр. Marlène Schiappa; род. 18 ноября 1982, Париж) — французская писательница, журналистка, блогер и политик, министр-делегат по делам гражданства (2020—2022).

## Биография
Дочь историка Жана-Марка Шьяппа.
Изучала географию в Парижском университете, но получила диплом по связям с общественностью и новым средствам массовой информации. Начинала карьеру в рекламном агентстве Havas Worldwide, после рождения ребёнка в 2006 году оставила работу и начала вести блог о проблемах молодых мам. В 2008 году создала блог Maman travaille (Работающая мама), который был позиционирован как первая социальная сеть активных матерей, посвящённая проблемам совмещения личной жизни женщин и их профессиональной карьеры. Стала профессиональным журналистом, писала для Elle, Huffington Post, Le Courrier de l’Atlas и других изданий. Автор ряда книг.

### Начало политической карьеры
В 2001 году предпринимала неудачную попытку избрания в муниципальный совет Парижа, в 2014 году избрана заместителем мэра Ле-Мана Жана-Клода Булара по вопросам равенства, борьбы с дискриминацией и хартии ЛГБТ. Была членом Левой ассоциации. Кроме того, избрана в коммунальный совет метрополии Ле-Ман. В 2017 году вступила в отделение партии «Вперёд, Республика!» департамента Сарта, в период президентской кампании отвечала в команде Эмманюэля Макрона за освещение проблем равноправия мужчин и женщин.

### Работа в правительствах Филиппа
17 мая 2017 года назначена в правительстве Эдуара Филиппа государственным секретарём по вопросам равенства между женщинами и мужчинами.
21 июня 2017 года сохранила эту должность при формировании второго правительства Филиппа.

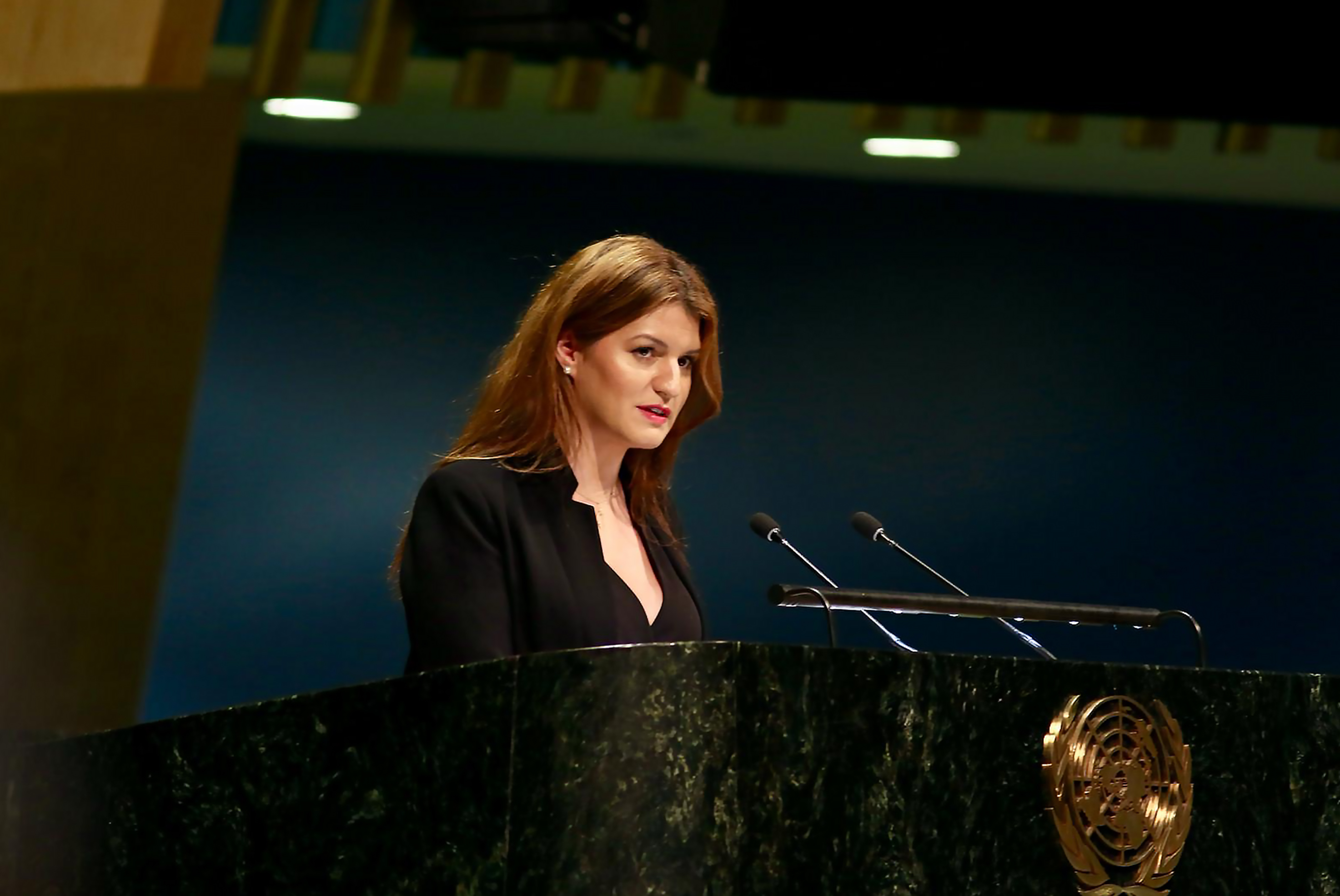
Шьяппа на трибуне ООН в день открытия конференции по вопросу положения женщин (Нью-Йорк, 11 марта 2019).

12 сентября 2017 года заявила в интервью BFM TV о намерении президента Макрона в течение периода своих полномочий сделать вспомогательные репродуктивные технологии доступными для всех женщин, вне зависимости от состояния их фертильности, с целью прекратить одну из форм дискриминации лесбиянок и одиноких женщин.
12 ноября 2017 года, комментируя по просьбе BFM TV случай с оправданием в суде мужчины, изнасиловавшего 11-летнюю девочку, заявила о необходимости установления во Франции порога презумпции неоспоримого отсутствия согласия в интервале 13-15 лет.
21 февраля 2019 года заявила в интервью изданию Valeurs actuelles, что существует «идеологическая конвергенция» между движением Манифестации для всех и исламистскими террористами (La Manif pour tous — зародившееся во Франции движение за сохранение традиционной семьи, названное по аналогии с лозунгом «брака для всех», под которым была проведена легализация однополых браков).
12 августа 2019 года Шьяппа и госсекретарь по защите детства Адриян Таке ввиду смерти в американской тюрьме Джеффри Эпштейна объявили о начале расследования на предмет возможного совершения им сексуальных преступлений во Франции, где миллиадер владел недвижимостью и периодически жил.
В январе 2020 года вошла в список партии «Вперёд, Республика!» на муниципальных выборах в XIV округе Парижа, объяснив своё решение желанием поддержать кандидатуру Бенжамена Гриво на пост мэра. По итогам первого тура получила 15,67 % голосов, оказавшись третьей и почти лишившись шансов на победу во втором туре, перенесённом с марта на 28 июня из-за эпидемии COVID-19, но заявила прессе о возможности победы нового кандидата партии в борьбе за мэрию — бывшего министра здравоохранения Аньез Бузин, хотя в первом туре та тоже осталась третьей по уровню поддержки избирателей.

### Работа в правительстве Кастекса
6 июля 2020 года после отставки премьер-министра Филиппа сформировано правительство Кастекса, в котором Шьяппа назначена министром-делегатом по делам гражданства при министре внутренних дел Жеральде Дарманене.
В 2021 году по итогам региональных выборов в области Иль-де-Франс набрала в Париже 10,06 % голосов, которых хватило для получения мандата депутата регионального совета.
20 мая 2022 года сформировано правительство Элизабет Борн, в котором Шьяппа не получила никакого назначения.

### Во втором правительстве Борн
4 июля 2022 года при формировании второго правительства Борн Шьяппа была назначена государственным секретарём при премьер-министре по вопросам солидарной и социальной экономики и общественной жизни.
В 2020 году, будучи министром-делегатом по делам гражданства, Шьяппа инициировала создание так называемого фонда Марианны, призванного поощрять распространение республиканских ценностей и противодействовать обособлению общественных структур по конфессиональному и этническому признаку. Со временем возникли обвинения против Шьяппа по поводу её управления этим фондом, усилившиеся к июлю 2023 года.
В апреле 2023 года фотография Шьяппа появилась на обложке журнала «Плэйбой» с официально заявленной целью «заставить о себе говорить, чтобы защитить женщин», что вызвало неоднозначную реакцию общественности.
20 июля 2023 года в ходе серии кадровых перестановок в правительстве исключена из его состава.

## Труды
- Я люблю мою семью / J’aime ma famille, illustrations de Pacco (Robert Laffont et Marabout, 2010)
- Дерзайте любить толстых / Osez l’amour des rondes (La Musardine, 2010)
- Работающая мама, руководство / Maman travaille, le guide (First, 2011)
- Я возвращаюсь на работу с ребёнком / Je reprends le travail après bébé (Tournez la page, 2012)
- Ненормальный словарь материнства / Le Dictionnaire déjanté de la maternité (Michalon, 2013)
- Хвала ребёнку-королю / Éloge de l’enfant roi (Bourin, 2013)
- 200 советов работающей маме / Les 200 Astuces de Maman travaille (Leducs, 2013)
- Руководство по беременности работающей маме / Le Guide de grossesse de Maman travaille (Leducs, 2014)
- Не более 4 часов сна (роман) / Pas plus de 4 heures de sommeil (roman ; Stock, 2014)
- Я перестану исчерпывать себя (с Седриком Брюгье) / Avec Cédric Bruguière, J’arrête de m’épuiser (Eyrolles, 2015)
- Необузданная Марианна / Marianne est déchaînée (Stock, 2016)
- Письма моей матке (редактор сборника) / Lettres à mon utérus (La Musardine, 2016) : Direction de l’ouvrage collectif
- О женщинах-кандидатах / Femmes de candidats (Bourin, 2017)
- Где насильники? Эссе о культуре изнасилования / Où sont les violeurs ? Essai sur la culture du viol (L’Aube, 2017)
- Les Lendemains avaient un goût de miel (Charleston, 2017)
- La Culture du viol — poche (L’Aube, 2018)
- Le Deuxième sexe de la démocratie (L’Aube, 2018)
- Si souvent éloignée de vous : lettres à mes filles (Stock, 2018)
- Une et indivisible. L’urgence de défendre la République (l’Aube, 2019)
- Entre toutes les femmes : Onze rencontres exceptionnelles (Grasset, 2020)
- Les Droits des femmes face aux violences (Dalloz, 2020)
- Sa façon d'être à moi (Stock, 2021)
- C’est une bonne situation, ça, ministre ? (éditions de l’Observatoire, 2022)